# Góra (powiat mogileński)
Góra – osada w Polsce położona w województwie kujawsko-pomorskim, w powiecie mogileńskim, w gminie Mogilno. Miejscowość wchodzi w skład sołectwa Kunowo.
W latach 1975–1998 miejscowość należała administracyjnie do województwa bydgoskiego.